# The Organ
 (février 2015).
Si vous disposez d'ouvrages ou d'articles de référence ou si vous connaissez des sites web de qualité traitant du thème abordé ici, merci de compléter l'article en donnant les références utiles à sa vérifiabilité et en les liant à la section « Notes et références ».
The Organ est un groupe canadien de rock, originaire de Vancouver, en Colombie-Britannique.

## Histoire

### Débuts (2001–2003)
Le groupe est formé en 2001 à Vancouver, en Colombie-Britannique. Katie Sketch (née Katie Ritchie), Sarah Efron et Barb Choit créent le trio instrumental Full Sketch, Barb quitte le groupe et Jenny Smyth (née Genoa Smith) la remplace, elles créent The Organ, puis arrivent Debora Cohen et Shelby Stocks. Sarah quitte à son tour la formation après la sortie du premier maxi, Ashley Webber la remplace et quitte le groupe après la sortie du premier album, la sœur de Katie, Shmoo Ritchie, la remplace.
Ce quintette exclusivement féminin est entendu pour la première fois sur la bande originale de la série The L Word avec le titre Brother. Un single, Sinking Heart, et des performances lives en première partie de groupes tels que Interpol, Hot Hot Heat, ou The Walkmen portent rapidement la formation sur le devant de la scène.

### Grab that Gunet fin (2004–2006)
Dans la foulée, Grab that Gun, leur premier album, paraît aux États-Unis chez Mint Records / 604 Records : guitares cristallines et obsédantes, chant rappelant étrangement le timbre de Morrissey. Grab that Gun (distribué en France par Talitres) flirte avec The Smiths, The Cure, Joy Division ou encore Kristin Hersh. Toutefois, aucun d'eux n'était écouté par les membres du groupe dans leur jeunesse. Le nom de l'album Grab that Gun provient des paroles de la chanson Steven Smith. La chanson Steven Smith quant à elle serait un hommage au groupe The Smiths et plus particulièrement à son chanteur Steven Patrick (alias Morrissey). Et c’est sur scène que la musique de The Organ se dévoile un peu plus encore. La formation électrise par une tension tangible, une folle énergie rentrée. Des prestations sombres, tendues et envoûtantes.
Le 7 décembre 2006, le groupe annonce qu'il se sépare. En 2007 elles décident d'enregistrer les titres qui auraient dû faire partie de leur deuxième album, le EP intitulé Thieves sort le 14 octobre 2008 avec 5 titres inédits accompagnés du single hors album Let the Bells Ring sortie en 2005.

## Membres

### Full Sketch (2000-2001)
- Katie Sketch - batterie
- Barb Choit - claviers, guitare, guitare basse
- Sarah Efron - guitare basse, claviers

### The Organ (2001-2006)
- Katie Sketch - chant (2001-2006)
- Jenny Smyth - claviers (2001-2006)
- Debora Cohen - guitare (2001-2006)
- Shelby Stocks - batterie (2001-2006)
- Sarah Efron - guitare basse (2001-2002)
- Ashley Webber - guitare basse (2003-2004)
- Shmoo Ritchie - guitare basse (2005-2006)

## Discographie

### Participations
- 2006 : A Mint Harvest Fall 2006 Sampler, avec le titre Memorize The City
- 2006 : The CBC Radio 3 Sessions, avec le titre Can You Tell Me One Thing
- 2006 : Fresh Breath Of Mint Fresh Breath of Mint, avec le titre Memorize The City
- 2006 : Is 5, avec le titre Let the Bells Ring
- 2008 : Wheee! It's a Team Mint Sampler ! avec le titre Fire in the Ocean